# Klaus Egge
Klaus Egge (ur. 19 lipca 1906 w Gransherad w Telemarku, zm. 7 marca 1979 w Oslo) – norweski kompozytor.

## Życiorys
Studiował w konserwatorium w Oslo u Arilda Sandvolda (organy), Nilsa Larsena (fortepian) i Farteina Valena (kompozycja). Następnie był uczniem Walthera Gmeindla w Hochschule für Musik w Berlinie. W latach 1932–1945 był nauczycielem śpiewu w Oslo. Od 1935 do 1938 roku był redaktorem czasopisma Tonekunst, pisywał też krytyki muzyczne do Arbeiderbladet. 
W latach 1945–1972 był przewodniczącym stowarzyszenia kompozytorów norweskich. Był też członkiem zarządu norweskiego stowarzyszenia autorów (TONO) i Norweskiego Komitetu UNESCO. Członek Królewskiej Akademii Muzycznej w Sztokholmie. W 1949 roku przyznano mu pensję państwową. Odznaczony Orderem Świętego Olafa w stopniu kawalera 1. klasy (1958) i komandora (1977). Otrzymał też Order Sokoła Islandzkiego.
Jako jeden z nielicznych kompozytorów norweskich połączył elementy ludowe z osiągnięciami muzycznej awangardy lat 30. XX wieku. Tworzył w stylu zarówno neoromantycznym, jak i neoklasycznym. Swoje partytury podpisywał często nutami oznaczającymi dźwięki e, g, g i e, a w jego utworach często przewija się motyw E–G–G–E.

## Ważniejsze kompozycje
(na podstawie materiałów źródłowych)

### Utwory orkiestrowe
- 3 koncerty fortepianowe (I 1938, II 1946, III 1974)
- 5 symfonii (I Lagnadstonar 1945, II Sinfonia giocosa 1949, III Louisville Symphony 1959, IV Sinfonia seriale sopra B.A.C.H.–E.G.G.E. 1968, V Sinfonia dolce quasi passacaglia 1969)
- uwertura Tårn over Oslo (1950)
- Koncert skrzypcowy (1953)
- Koncert wiolonczelowy (1966)

### Utwory kameralne
- Sonata skrzypcowa (1932)
- Kwartet smyczkowy (1933, wersja zrewidowana 1963)
- 2 sonaty fortepianowe (I Draumkvede 1933, II Patética 1955)
- 3 Fantasies na fortepian (1939)
- 2 kwintety dęte (1939, 1976)
- Trio fortepianowe (1941)
- Koncert podwójny na skrzypce i altówkę (1950)
- Sonatina na harfę (1974)

### Utwory wokalno-instrumentalne
- Sveinung Vreim na solistów, chór i orkiestrę (1941)
- Elskhugskvaede na głos i smyczki (1942)
- 3 pieśni Draumar i stjernesno na sopran i orkiestrę (1943)
- Fjell-Norig na głos i orkiestrę (1945)
- Noreg-songer na chór i orkiestrę (1952)

### Balet
- Fanitullen (1950)